# Phaenocarpa acutinotum
Phaenocarpa acutinotum är en stekelart som beskrevs av Fischer 1974. Phaenocarpa acutinotum ingår i släktet Phaenocarpa och familjen bracksteklar. Inga underarter finns listade i Catalogue of Life.